# Cantón Cascales
El Cantón Cascales es una municipalidad de la provincia de Sucumbíos. Su cabecera cantonal es la ciudad de El Dorado de Cascales.  Su población es de 11.104 habitantes, tiene una superficie de 1.248 km².  Su alcalde actual para el período 2019 - 2023 es Silvio Quevedo.  La fecha de cantonización fue el 2 de agosto de 1990.

## Límites
- Al norte con la frontera de Colombia.
- Al sur con la provincia de Orellana.
- Al este con el cantón Lago Agrio.
- Al oeste con los cantones Sucumbíos y Gonzalo Pizarro.

## División política
Cascales tiene cuatro parroquias:

### Parroquias Urbanas
- El Dorado de Cascales

### Parroquias Rurales
- Santa Rosa de Sucumbíos
- Sevilla
- La troncal

## Historia de Cascales
La colonización se inicia en forma paralela a la explotación petrolera, a partir del año 1970, con la llegada de un grupo de familias procedentes del Puyo, provincia de Pastaza que vinieron en busca de un futuro promisorio, desde el aeropuerto de Shell, vía aérea a través de la Compañía Tao, quienes alentados por la construcción de una vía desde Lago Agrio Hacia Quito y con el firme propósito de posesionarse de fincas baldías para cultivarlas llegaron a este sector Amazónico insentivados por José Zenaido Robles Montesdeoca, quien trabajaba en la compañía llamada Té Zulay, en el Puyo, provincia de Pastaza y avisoró una oportunidad dada las circunstancias. Los primeros colonos que junto a José Robles llegaron a asentarse en este territorio fueron Celio Arruelas, Alcides Albán, Pedro Flores, Tancredo Ramos, Olga Guato, Rosa Cruz posteriormente llegarían Lorenzo Alvarado, Darío Grefa, César Cisneros entre otros.
Este grupo de colonos trabajan en la construcción de los campamentos para depósitos de tubería en junio de 1970 a orillas del río Cascadas o Guamayacu, cuyo nombre actual es de río Cascales.

### Fundadores
El 9 de octubre de 1970 José Robles, acompañado por Alcides Albán, registraron la pre cooperativa en Lago Agrio ante el IERAC. Al no contar con un nombre el ingeniero Martínez, encargado de dicho trámite preguntó por el nombre que iban a ponerlo, sugiriendo el nombre de algún río cercano o de la comunidad de donde procedían.
"El río que atraviesa la precooperativa se conocía como Guamayacu y la comunidad donde provengo se llama Cascajales, Provincia de Chimborazo", habría mencionado Alcides Albán, por lo que junto a José Robles decidieron denominarla Cooperativa Río Cascales.
La Compañía William Brothers con el fin de disponer un espacio físico para guardar tubería requería de un terreno de 10 hectáreas, las que fueron cedidas por dos cooperativas (Río Cascales y Flor del Oriente), con la condición que la compañía lastre las 10 hectáreas, compromiso que no fue cumplido y la compañía tuvo que indemnizar a las comunidades con la cantidad de 10.000 sucres. En estas 2 hectáreas se ubicaron en forma definitiva las familias. Con el dinero se inició la construcción de la iglesia, escuela y sub-centro de salud. Posteriormente el nombre de El Dorado, fue impuesto por los ediles del Municipio de Sucumbíos al expedir la Ordenanza Municipal que daba origen a la parroquia.
En 1972 el Municipio de Sucumbíos entrega 10.000 sucres para completar la construcción de la escuela y la incorporación del territorio comprendido entre el río Aguas Blancas y Jambelí al cantón Sucumbíos, luego en coordinación con el Ministerio de Gobierno se anexa a Cáscales el asentamiento de la parroquia Santa Rosa de Sucumbíos, pues no tenía una ubicación geográfica definida. El progreso acelerado de los asentamientos poblacionales influyó para que el Ministerio de Gobierno mediante Acuerdo Ministerial n.º 1125 del 20 de noviembre de 1978, publicado en el Registro Oficial n.º 723 creara la parroquia Cáscales como parte del cantón Sucumbíos.

### Cantonización de Gonzalo Pizarro
En vista de la distancia que separaba a Cáscales de Santa Bárbara, en 1980, se inicia la gestión para la cantonización de esta parroquia, nombrándose el primer Comité Pro-Cantonización, gestión que fue negada por el Ministerio, debido a que ya existía los primeros indicios de rivalidad entre Lumbaquí y Cáscales por obtener la cabecera cantonal. En 1984 se constituye otro Comité Pro- Cantonización de Cáscales, con Rigoberto Ortiz, acentuándose más la rivalidad a tal punto que se presentaron tres proyectos de cantonización: Cáscales, Lumbaquí y Gonzalo Pizarro.
En 1985 CELIR (Comisión Especial de Límites Internos de la República), analiza los tres proyectos y un solo territorio, levanta una acta de compromiso para que sea los organismos pertinentes quienes determinen la cabecera cantonal, que luego mediante decreto n.º 52 publicado en el Registro Oficial n.º 507 del 25 de agosto de 1986, el Congreso Nacional mediante Ley, crea el cantón Gonzalo Pizarro con su cabecera cantonal El Dorado de Cáscales.
El Consejo Provincial de Napo envía al equipo caminero a trabajar en Cáscales con la oferta de lastrar todas sus calles con la condición que se diera el voto para sus candidatos, ante la tentación y con el voto del concejal Hilario Cortéz se permite el dominio de moradores de Lumbaquí en el Concejo, quedando el lastrado solo en oferta, en estas circunstancias se da el terremoto el 5 de marzo de 1987por lo que la Administración Municipal se traslada a laborar a Lumbaquí, contraviniendo la Ley de creación del cantón, de esta manera se construyen obras exclusivamente en Lumbaquí, de tal manera que por el servicio de infraestructura física, indiscutiblemente sería la cabecera cantonal. Durante 4 años no hicieron una sola obra en Cáscales, acrecentándose el descontento de la población, las discordias y los enfrentamientos.
Para 1988 se abría una nueva posibilidad que los Cascaleños pudieran manejar el Concejo Cantonal, pues se contaba con el doble de electores, había que ponerse de acuerdo y nombrar un solo candidato, pero las ambiciones personales primaron y Cáscales se presenta a las elecciones con varios candidatos sin respetar el acuerdo de unidad del pueblo logrado a través de la Junta Cívica; como debía suponerse Lumbaquí con una sola lista gana la presidencia del Concejo Municipal.

### Cantonización de Cáscales.
En medio de estos conflictos, empieza a nacer una nueva esperanza de solución que es la división eminente del cantón Gonzalo Pizarro. Con la creación de la provincia de Sucumbíos y la elección de su Prefecto, por buscar apoyo político, compromete su gestión a fin de elaborar un Proyecto de Reformatoria a la Ley de creación del cantón Gonzalo Pizarro, dividiendo en dos cantones diferentes, conflicto que llega a su fin el 2 de agosto de 1990 mediante Ley Nº 87 publicada en el Registro Oficial Nº 492, creándose el cantón Cáscales con su cabecera El Dorado de Cáscales y las parroquias rurales de Sevilla y Santa Rosa.